# Milada Horáková
Milada Horáková (Prag, 25. prosinca 1901. – Prag, 27. lipnja 1950.), češka političarka. Žrtvom je komunističkoga režima koji ju je osudio na smrt i proveo osudu u djelo.

## Životopis
Milada je Horáková rođena kao Milada Kráľová u Pragu 25. prosinca 1901. godine. Studirala je pravo na Karlovom sveučilištu u Pragu, gdje je i diplomirala 1926. godine. Iste godine se pridružila Nacionalsocijalističkoj čehoslovačkoj radničkoj stranci, koja je bila veliki protivnik nacista, unatoč sličnosti u svojim imenima.
Nakon njemačke okupacije Čehoslovačke 1939. godine, Horáková se pridružila pokretu otpora, ali ju Gestapo uhićuje 1940. godine. U početku je bila osuđena na smrt, ali je kasnije kazna preinačena u doživotni zatvor. Nakon dolaska komunističkih vlasti, u svibnju 1945. godine, Horáková se vraća u Prag i pridružuje se Socijaldemokratskoj stranci. Godine 1946. godine, izabrana je za člana Ustavotvorne Narodne skupštine Čehoslovačke, ali je podnijela ostavku na tom mjestu nakon komunističkog prevrata u veljači 1948. godine. Prijatelji su je pozivali da napusti Čehoslovačku, ali je ostala u zemlji i dalje bila politički aktivna.
Uhićena je 27. rujna 1949. godine. Konačno je optužena da je bila vođom navodne zavjere za rušenje komunističkog režima. Čehoslovačka tajna policija je, kako bi dobila navodna priznanja, koristila razne metode fizičke i psihičke torture. Suđenje Miladi Horákovi i dvanaest njezinih kolega započelo je 31. svibnja 1950. Suđenje je bilo emitirano na radiju, pa čak i pod nadzorom sovjetskih savjetnika. 
Milada Horáková je osuđena na smrt, zajedno s troje svojih suoptuženika, 8. lipnja 1950. godine. Mnoge ugledne osobe na Zapadu, osobito Albert Einstein, Winston Churchill i Eleanor Roosevelt, zatražili su preinaku izrečene kazne, ali je ona potvrđena. Milada je pogubljena u zatvoru u Pankracu 27. lipnja 1950. godine.

## Vanjske poveznice
- Brief biography[neaktivna poveznica] (engl.)
- Martyr for freedom (engl.)